# Идель (футбольный клуб)
«Идель» — российский футбольный клуб из Казани, Татарстан.

## История
Команда была основана в 1992 году тренерами Равилем Наврозовым и Александром Клобуковым, работавшим с детьми в спортклубе «Волна» при КПО ВС. «Идель» стала одной из первых частных команд в России и первой в Татарстане.
Основу команды составили воспитанники «Волны» 1974—1975 годов рождения Евгений Варламов, Айрат Гайнуллин, Артём Пожидаев, Андрей Сергеев, Марсель Тухватуллин. Состав был усилен их ровесниками Рустемом Булатовым и Фёдором Назаровым. Играющим тренером стал Александр Машин, главным тренером — Александр Клобуков.
В 5 зоне второй лиги первенства России «Идель» дебютировала 27 апреля домашним матчем против «Текстильщика» Ишеевка (0:0). 2 мая на казанском стадионе «Тасма» в присутствии 300 зрителей команда в 1/512 финала Кубка России уступила оренбургскому «Газовику» 1:2, на 90-й минуте мяч у хозяев забил Александр Берючевский. Через три дня «Идель» одержала первую победу в первенстве, обыграв в гостях «Газовик» 1:0. По итогам первенства команда, выиграв пять матчей и набрав 13 очков, заняла последнее, 18 место и прекратила своё существование. Лучшим бомбардиром стал Берючевский, забивший шесть мячей в 31 игре; Виктор Ворожеин в девяти играх забил пять мячей.
Ряд игроков «Идели» стали основой созданной в 1993 году команды «КАМАЗ»-д (Набережные Челны).
Булатов позже играл в высшем дивизионе за ЦСКА и «Томь», Тухватуллин — за «КАМАЗ», Варламов был капитаном ЦСКА, провёл 10 матчей за сборную России.